# Doom Eternal: The Ancient Gods – Part One
Doom Eternal: The Ancient Gods — Part One — дополнение для компьютерной игры Doom Eternal. Как и основная игра, дополнение было разработано id Software и издано Bethesda Softworks.

## Сюжет
Несмотря на то, что Палач Рока победил Икону Греха и остановил вторжение Ада на Землю, его победа не далась даром. Смерть Кан Созидательницы и завоевание Адом Урдака дали демонам шанс доминировать во всех измерениях, дабы возобновить свое вторжение на Землю. Чтобы предотвратить это, Палач вместе с Сэмюэлем Хайденом и учеными из Комитета отправляется на поиски и освобождение Творца Самура. Палач отправляется на объект UAC Atlantica, где находится капсула с Самуром. Он загружает Хайдена в капсулу, и выясняется, что он и Самур — одно и то же.
Самур поручает Палачу Рока вернуть Сферу жизни Всеотца из Адских Кровавых Болот, на которых расположено Святилище Ингмора, чтобы вернуть его в физическую форму. Пробившись через Кровавые Болота и пройдя Испытание Малигога, Палач находит сферу Всеотца. Однако он предпочитает уничтожить её, а не передать Самуру, и вместо этого извлекает Сферу Жизни Давота (Темного Владыки) с намерением воскресить, а затем и уничтожить его физически, что, в свою очередь, уничтожит всех демонов за пределами Ада.
Палач Рока возвращается в Урдак, оскверненный нашестивием демонов, и достигает Люминариума, где любой, у кого есть Сфера Жизни, может активировать его. Однако Палач сталкивается с Самуром, поглощенным его же собственным дегенеративным преобразованием, и почти побеждает его, прежде чем его телепортирует Всеотец. Несмотря на предупреждение о том, что воскрешение Давота — Темного Владыки — в физическую форму будут иметь неприятные последствия, Палач воскрешает его и обнаруживает, что Темный Владыка — это он сам, только из Ада.

## Разработка и выпуск
The Ancient Gods: Part One было анонсировано на QuakeCon 2020, а его выход состоялся 20 октября 2020 года на Windows, PlayStation 4 и Xbox One, версия для Nintendo Switch будет выпущена позже. Для дополнений The Ancient Gods: Part One и The Ancient Gods: Part Two были привлечены два других композитора — Эндрю Халшалт, который ранее написал музыкальное сопровождение для таких игр, как Quake Champions, Rise of the Triad и Dusk, и Дэвид Леви, один из композиторов веб-сериала «Красные против Синих».
Дополнение является самостоятельным — для покупки не требуется наличие основной игры, при этом оно предоставляет доступ не только к соответствующей сюжетной кампании, но и к многопользовательскому режиму базовой игры.

## Восприятие
| Сводный рейтинг    | Сводный рейтинг                        |
| Агрегатор          | Оценка                                 |
| ------------------ | -------------------------------------- |
| Metacritic         | (PC) 79/100 (PS4) 76/100 (XONE) 72/100 |
| OpenCritic         | 80/100                                 |
| Иноязычные издания |                                        |
| Издание            | Оценка                                 |
| GameSpot           | 7/10                                   |
| IGN                | 7/10                                   |
| PC Gamer (US)      | 89/100                                 |

Дополнение получило в целом положительные отзывы от критиков. Средний балл на агрегаторе оценок Metacritic версий для ПК, PlayStation 4 и Xbox One составил 79, 76 и 72 балла из 100 возможных соответственно. На OpenCritic игра получила среднюю оценку в 80 баллов.